# Tiny Tim
Tiny Tim nom de scène d'Herbert Buckingham Khaury, né le 12 avril 1932 à Manhattan et mort le 30 novembre 1996 à Minneapolis, est un chanteur américain qui s'accompagne au ukulélé.
Il est surtout connu pour sa reprise de la chanson populaire américaine Tiptoe Through the Tulips chantée en voix de fausset, même si nombre de ses autres enregistrements prouvent qu'il possédait une gamme vocale bien plus large.

## Biographie

### Jeunesse
Khaury naît à New York, de l'union de Butros Hanna et de Tillie (née Staff) Khaury et grandit dans un vieil immeuble d'appartements à Washington Heights à Manhattan. Il passe l'essentiel de son enfance en solitaire. Quand il a cinq ans son père lui ramène un gramophone usé ainsi qu'un 78 tours contenant un enregistrement de 1905 d'Henry Burr chantant Beautiful Ohio. Le jeune Khaury s'immerge alors dans la musique du passé, écoutant Burr, Rudy Vallee, Al Jolson, Irving Kaufman, Billy Murray, Byron G. Harlan, et Bing Crosby pendant des heures.

### Carrière

#### L'ascension jusqu'à la célébrité
Son intérêt pour la musique populaire américaine (essentiellement des années 1890 aux années 1930) se manifeste dès son jeune âge, son désir d'être un chanteur ainsi que le fait qu'il apprenait à jouer de la guitare et du ukulélé le poussent à se lancer dans le domaine de la musique. Ses premiers concerts prennent place au début des années 50, et selon la légende, il débute dans un cabaret lesbien à Greenwich Village appelé The Page 3, où il devient un artiste récurrent[réf. nécessaire]. Khaury chante dans de petits clubs, fêtes, et tremplins sous une pléthore de pseudonymes. Ses parents tentent tout d'abord de le raisonner, mais changent d'avis quand ils s'aperçoivent que ses concerts ne tournaient pas tous au ridicule.
Dans une interview de 1968 durant le Tonight Show, Khaury conte sa découverte de son habileté à chanter dans un registre aigu en 1952 : « J'écoutais la radio et je chantais, et en chantant je me suis dit "Mince, c'est étrange. Je peux monter tout aussi bien dans les aigus." » Il se présente alors à un spectacle local de découverte de talent et chante You Are My Sunshine dans la façon découverte peu avant : le falsetto, ce qui le fait gagner haut la main. À partir de cet instant, Khaury commence à essayer certains noms de scène comme Darry Dover, Vernon Castle, Larry Love, et Judas K. Foxglove. Il finit par garder définitivement le nom de "Tiny Tim" en 1962 lorsque son manager de l'époque, George King, le programme sur la scène d'un club appréciant les spectacles impliquant des personnes de petite taille (Tiny voulant dire petit).
Entre 1962 et 1966, Tiny Tim enregistre un certain nombre de chansons dans de petites compagnies d'enregistrement, certaines d'entre elles réalisées sur disque d'acétate et une réalisée sur 45 tours.

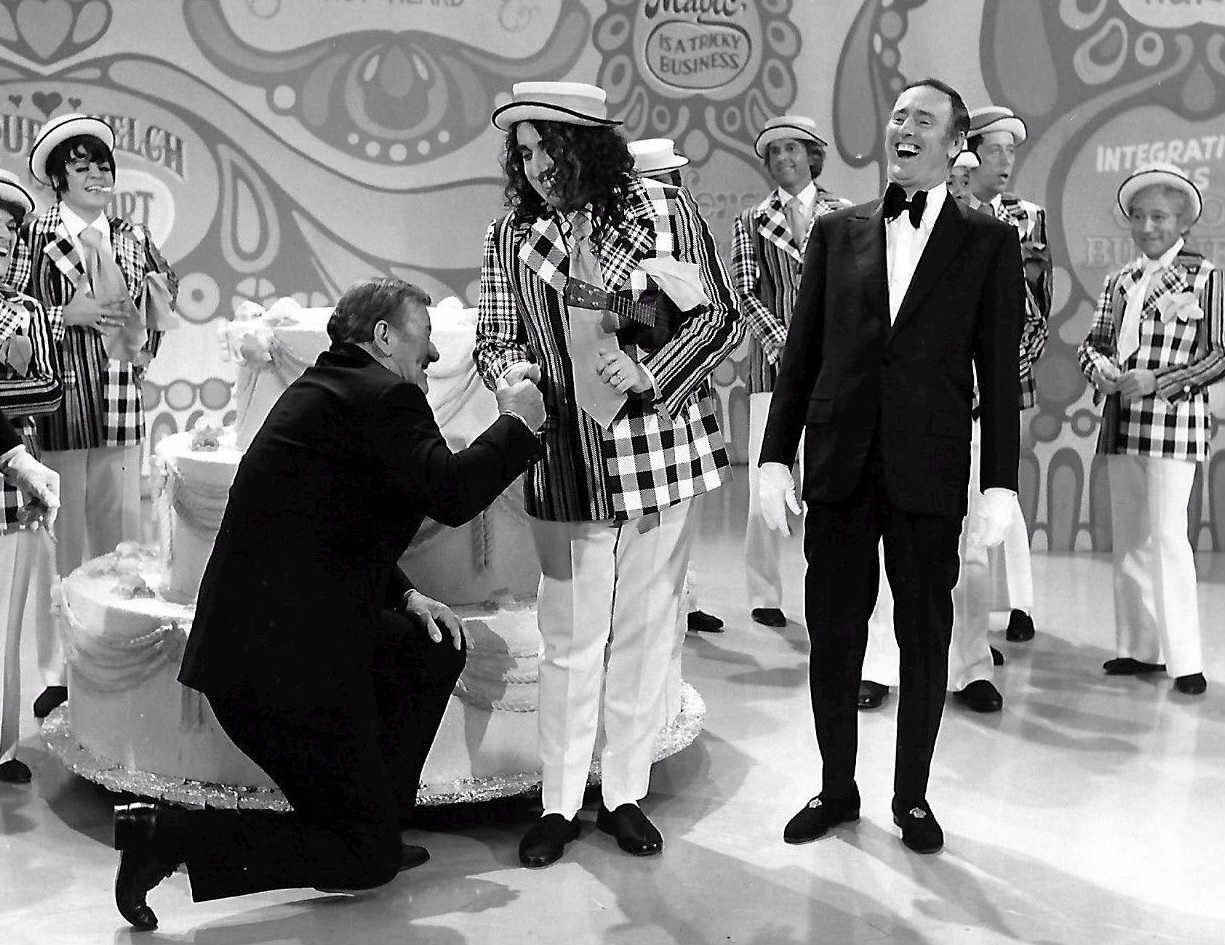
John Wayne et Tiny Tim pour la de Laugh-In, en 1971.

Tiny Tim fait une apparition dans le film Normal Love de Jack Smith, ainsi que dans le film You Are What You Eat (son apparition dans le film le montre chantant en falsetto Be My Baby des Ronettes, figure aussi une reprise de I Got You Babe de Sonny & Cher, où Tim chante la partie de Cher en falsetto, tandis qu'Eleanor Barooshian chante la partie de Sonny Bono). Ces chansons sont enregistrées avec Robbie Robertson et les autres membres de ce qui allait être connu sous le nom de The Band. L'apparition de Tiny Tim dans You Are What You Eat le mène à une programmation sur Rowan and Martin's Laugh-In, une émission américaine comique. Dan Rowan annonça que Laugh-In se plaisait beaucoup à présenter de nouveaux talents, et présenta Tiny Tim. Le chanteur arrive, un sac de courses à la main, en sortit son ukulélé soprano, et chante un medley de A-Tisket, A-Tasket et On the Good Ship Lollipop alors que Dick Martin, à côté de la scène, reste ahuri. À son troisième passage à Laugh-In, Tiny Tim arrive, envoyant des baisers, et après une courte interview, chante Tiptoe Through the Tulips.
C'est après son apparition que Tiny Tim décroche un contrat avec Reprise Records. Il se fait un nom rapidement et est invité par Johnny Carson, Ed Sullivan, et Jackie Gleason. Au sommet de sa carrière, il se voit offrir un salaire hebdomadaire de 50 000 $ afin de jouer à Las Vegas. Tiptoe Through the Tulips devint la chanson qui termine ses concerts. Il la chantait en hommage à son créateur, Nick Lucas. Il invite Lucas à chanter à son mariage en 1969.
En 1968 sort son premier album, God Bless Tiny Tim. Il contient une version orchestrée de Tiptoe Through the Tulips, qui devint un tube après sa sortie en single. Les autres chansons prouvent sa grande connaissance de la chanson populaire américaine, et le laissent aussi montrer qu'il pouvait tout aussi bien chanter en barytone, ce qui était moins souvent entendu que son falsetto. Il re-chante également I Got You Babe sur cet album, cette fois chantant en duo avec lui-même, chantant en falsetto lorsque Cher est censée chanter et en barytone lorsque Sonny chante dans la chanson originale. Sur cette chanson et sur d'autres de ses reprises (notamment sur le medley de Glad I'm a Boy à la fin de son second album), il utilisait son chant en falsetto lorsqu'une femme devait chanter et sa voix naturelle pour interpréter le rôle de l'homme. On the Old Front Porch étend la partie vocale à trois personnes, incluant un garçon, la fille qu'il courtise et son père. Une autre chanson notable est une reprise de Stay Down Here Where You Belong, écrite par Irving Berlin en 1914 afin de protester contre la Première Guerre mondiale.
Avant la sortie d'un autre album légitime chez Reprise Records, une autre compagnie d'enregistrement, qui possédait certains des premiers enregistrements de Tiny Tim, décide de les utiliser et d'y ajouter des applaudissements, afin de créer un album live purement fictif dans le but d'utiliser la popularité de Tim pour se renflouer, l'album sera nommé Concert in Fairyland. Cet incident a de mauvaises répercussions sur la carrière de Tiny Tim, ainsi que sur les ventes de ses deux albums à venir. Sans y faire attention, Tiny Tim enregistre et sort deux nouveaux albums pour Reprise Records : Tiny Tim's 2nd Album en 1968 et For All My Little Friends en 1969. Ce dernier ayant reçu une nomination aux Grammy Award. S'ajoutent à cela six chansons qu'il enregistra, que Reprise Records fait sortir en tant que singles.
Fin 1968, Tiny Tim est invité par George Harrison, lui demandant de venir le voir dans sa chambre d'hôtel à Manhattan. Tiny se souvient : « Je lui ai dit, c'est un plaisir de vous rencontrer, un membre d'un des plus grands groupes de l'histoire de la musique populaire. » Puis j'ai dit : « Cela vous gêne si je vous chante une chanson ? » Il dit : « Non, allez-y. ». Tiny Tim chante alors Nowhere Man en falsetto. Harrison l'interrompt, sort un magnétophone et lui dit : « ... dites « Merry Christmas Beatles » puis enchaînez sur la chanson ». Les Beatles utilisent cet enregistrement dans leur message de Noël de 1968 sur flexi-disque pour leur fan-club.
Le 17 décembre 1969, sous les yeux de 50 millions de téléspectateurs, Tiny Tim se marie à Victoria Mae Budinger (alias "Miss Vicki") durant le The Tonight Show Starring Johnny Carson. Ce mariage était essentiellement un coup de publicité, les deux mariés vivant majoritairement à part et finissant par divorcer 8 ans plus tard. Cependant, un enfant naquit de cette union en 1971, prénommée Tulip, la fille de Tiny Tim n'aura par la suite aucun contact avec son père.
En août 1970, Tiny Tim se produit sur la scène du Festival de l'île de Wight devant une foule de 600 000 personnes. Sa performance, qui inclut des chansons folk anglaises et des classiques du rock n' roll, est un véritable succès auprès de la communauté hippie ayant assisté au concert. Au sommet de son concert, il interprète There'll Always Be an England à l'aide d'un mégaphone, ce qui met la foule entière à ses pieds. Cette scène peut être visionnée dans le documentaire concernant ce festival, Message to Love.

#### Après la célébrité
Après avoir atteint le sommet de sa popularité, les apparitions télévisées de Tiny Tim diminuent, et sa popularité commence à s'affaiblir. Il continue de jouer aux États-Unis, faisant quelques apparitions lucratives à Las Vegas. Le contrat convenu avec Reprise Records n’est pas renouvelé et Tiny Tim commence à ne commercialiser que des singles via de petits labels (parfois créés par lui-même) et ce jusqu'au début des années 90, où il a de nouveau l'opportunité de commercialiser des albums. Avant cela, seuls deux albums sont commercialisés, et ce en faible nombre, Chameleon et Wonderful World of Romance, tous deux commercialisés en 1980 et enregistrés par son ami australien Martin Sharp. Durant cette période à vide, Tiny Tim vit de concerts dans de petites salles ou dans des festivals, qu'il soit seul ou accompagné d'un groupe, tel que Camper Van Beethoven dans les années 80. Il va même jusqu'à joindre un cirque dans les années 80. Quelques bootlegs subsistent de ces concerts donnés entre les années 70 et 90, mais ils restent très difficiles à trouver.
Enfin, Tiny Tim peut commercialiser de nouveaux albums à partir des années 90 et ainsi mettre un terme à la seule commercialisation de singles. Avec des albums tels que Rock, I Love Me (en majorité une compilation de singles des années 80), et enfin Girl des Beatles en duo avec Brave Combo, Tiny Tim a de quoi épaissir son testament musical avant son décès soudain.

#### Mort

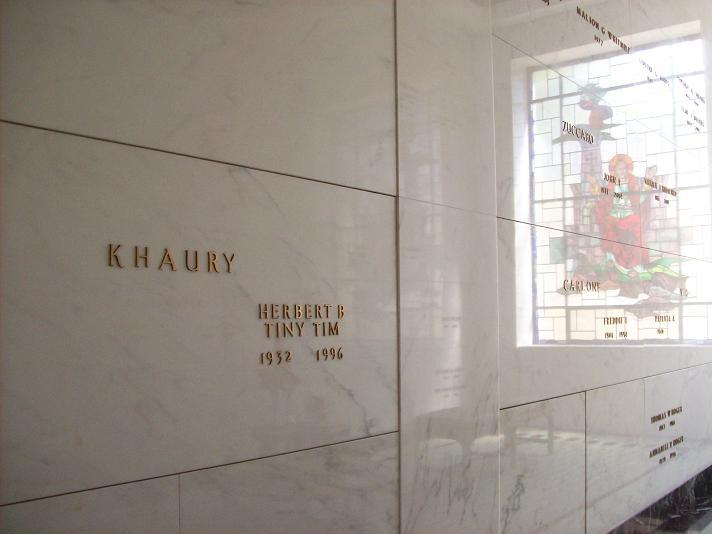
L'endroit où repose Tiny Tim.

En septembre 1996, il est soudainement victime d'une attaque cardiaque, alors qu'il venait juste de commencer un concert lors d'un festival de ukulélé au Montague Grange Hall (souvent confondu avec Montague Bookmill situé tout près, où il avait été interviewé plus tôt dans la journée) à Montague, dans le Massachusetts. Il est hospitalisé au centre médical de Franklin County à Greenfield, durant environ trois semaines. À sa sortie, il se voit fortement recommandé de ne pas redonner de concert avant l'année prochaine, à la vue de sa santé et également à cause du régime qu'il suivait dû à son diabète et à son cœur. Néanmoins, il ignore ces injonctions. Après seulement deux mois de repos ponctués par de nombreuses interviews, il se produit au Lincoln Del Restaurant, où il joue un set sans problèmes. À la vue de sa performance, Miss Sue (sa femme de l'époque) le pense capable de continuer ses concerts. Il se produit ensuite à la « League of Catholic Women », mais met fin au concert exténué et tremblant. Le prochain concert programmé était au Women's Club de Minneapolis. Tiny Tim était mal en point mais ne voulait pas décevoir les invités. Vers la fin du concert, Miss Sue s'approche de son mari qui tremblait. Ce dernier envoyait des baisers au public — selon la légende, en chantant Tiptoe Through The Tulips. Miss Sue prit le bras de son mari et lui demanda s'il allait bien. Ce à quoi il répondit « No, I'm not. » (« Non, ça ne va pas. »). Ce sont ses derniers mots. Après quoi, il s'effondra sur scène. Un docteur commença une réanimation cardio-pulmonaire alors qu'une ambulance était en route. Après l'arrivée de cette dernière, c’est une opération de réanimation de 30 minutes qui se mit en place. Tiny Tim fut ensuite emmené au Hennepin County Medical Center où il fut déclaré mort après que les docteurs eurent tenté de le réanimer pendant une heure et quinze minutes.
Il est inhumé au mausolée de Lakewood Cemetery de Minneapolis.

## Dans la culture populaire
Sa reprise de Livin' in the Sunlight, Lovin' in the Moonlight figure dans l'épisode Help Wanted du dessin animé Bob l'éponge et fait une apparition dans l'épisode Les handicapés vont-ils en enfer ? du dessin animé South Park. De même que sa reprise de Tiptoe Through the Tulips est un élément principal du film d'horreur de 2010, Insidious et du thriller Wrecked et est également utilisée en tant que piste de base dans The Amazing Adventures of DJ Yoda dans le mix Tip Toe.
Tiny Tim est également l'objet d'un film documentaire en son honneur réalisé par Martin Sharp : Street of Dreams, qui est disponible sur YouTube.

### Reprises notables
- I Love Rock 'n' Roll de Joan Jett
- Hey Jude des Beatles
- Great Balls of Fire de Jerry Lee Lewis
- I Got You Babe de Sonny and Cher
- Highway to Hell de AC/DC
- Girl des Beatles
- Nowhere Man des Beatles
- Stayin' Alive des Bee Gees
- Da Ya Think I'm Sexy? de Rod Stewart
- You Give Love a Bad Name de Bon Jovi
- White Christmas de Bing Crosby
- Stairway to Heaven de Led Zeppelin
- Earth Angel des Penguins
- Over The Rainbow de Judy Garland
- New York, New York de Frank Sinatra
- People Are Strange des Doors

## Livres
- Tiny Tim, une biographie écrite par Harry Stein en 1976.
- Tiny Tim: Tip Toe Through a Lifetime, écrit par Lowell Tarling et publié en 2013.
- Eternal Troubadour: The Improbable Life Of Tiny Tim, écrit par Justin Martell et publié en février 2016

## Albums
En 2000, le label Rhino Handmade commercialisa un live posthume : Live at the Royal Albert Hall. Ce concert fut enregistré en 1968, à l'apogée de la célébrité de Tiny Tim, mais Reprise Records ne l'avait jamais commercialisé jusqu'à présent. L'album live, qui fut pressé en nombre limité, connut un bon succès commercial et ressortit sur le label Rhino régulier. En 2009, le label the Collector's Choice commercialisa I've Never Seen a Straight Banana, enregistré en 1976. L'album est une compilation d'enregistrements rares de certaines des chansons favorites de Tiny Tim, de 1878 aux années 1930, s'ajoute à cela quelques-unes de ses compositions. 
En 2009, il a été annoncé que le journaliste indépendant Justin Martell préparait une biographie de Tiny Tim. Désigné comme étant l'un des "principaux experts" concernant Tiny Tim. Martell contribua également à l'écriture des notes présentes dans l'album I've Never Seen a Straight Banana et la compilation de 2011 : Tiny Tim : Lost & Found 1963-1974 (Rare & Unreleased) commercialisé par Secret Seven Records.

## Discographie
- God Bless Tiny Tim (Reprise Records, 1968)
- With Love And Kisses From Tiny Tim: Concert In Fairyland (Bouquet SLP 711) enregistré en 1962. Enregistrement « non autorisé ».
- Tiny Tim's Second Album (Reprise Records, 1968)
- For All My Little Friends (Reprise Records, 1969)- Cet album fut nommé aux Grammy Awards.
- Wonderful World of Romance (Street Of Dreams YPRX 1724) 1980) Enregistré à EMI Australia, seulement 200 exemplaires pressés, pas de pochette.
- Chameleon (TTCH 1206, 1980)- Seulement 1000 exemplaires pressés.
- Tiny Tim: The Eternal Troubadour (Playback PBL 123441, 1986)
- Tip-Toe Thru the Tulips/ Resurrection (Bear Family BCD 15409, 1987)
- Leave Me Satisfied (NLT 1993) 1989 (Album Country jamais commercialisé)
- The Heart Album (Ca-Song CA 1369), 1991
- Rock (Regular Records, 1993)
- I Love Me (Yucca Tree Records, 1993)
- Songs of an Impotent Troubadour (Durtro, 1994)
- Tiny Tim's Christmas Album (Rounder Records, 1994)
- Live in Chicago with the New Duncan Imperials (1995, Pravda Records)
- Prisoner of Love: A Tribute to Russ Columbo (Vinyl Retentive Productions, 1995)
- Girl (avec Brave Combo) (Rounder Records, 1996)
- Tiny Tim Unplugged (Tomanna 51295, 1996) - Enregistrement Live à Birmingham, Alabama
- The Eternal Troubadour: Tiny Tim Live in London (Durtro, 1997, enregistré en 1995)
- Tiny Tim Live at the Royal Albert Hall (Rhino Handmade, 2000, enregistré en 1968)
- Chameleon (Zero Communications, TTCH 12061, 2006, ré-édition)
- Wonderful World of Romance (Zero Communications, TTWW 12062, 2006, enregistré en 1979)
- Stardust (Zero Communications, TTST 12063, 2006)
- I've Never Seen a Straight Banana - Rare Moments Vol. 1 (Collectors Choice Music WWCCM 20582) (2009)
- GG Allin and Tiny Tim : Two American Legends (Ponk Media, 2009. EP de six pistes, deux de GG Allin et 4 de Tiny Tim)
- Tiny Tim: Lost & Found (Rare & Unreleased 1963-1974) (Secret Seven Records, 2011, compilation